# تئودوروس آسینی
تئودوروس آسینی (یونانی: Θεόδωρος Ἀσιναῖος؛ قرن سوم تا چهارم پس از میلاد) یک فیلسوف نوافلاطونی و بومی یکی از شهرهایی لاکونیا با نام آسین بود.
او شاگرد یامبلیخوس و یکی از برجسته‌ترین نوافلاطونیان بود. پروکلس در تفاسیر خود دربارهٔ افلاطون بارها از او نام می‌برد و بارها در کنار نام او از القاب «بزرگ»، «تحسین‌برانگیز»، «نجیب» استفاده می‌کند. او اثری در باب روح نوشت که اکنون گم شده است. نمسیوس امسا در طبیعت انسان به آن اشاره کرده است.
تئودوروس معتقد بود که یک علت اول وجود دارد که از آن یک سه‌گانه نشأت می‌گیرد که آنرا «یک» می‌نامد، بنابراین این «یک» به‌عنوان یک تثلیث در یک عمل می‌کرد (شبیه به برهما-ویشنو-سیوا و تثلیث مسیحی).
همچنین، طبق گفته‌های یامبلیخوس و پروکلس، تئودوروس اعدادشناس بود؛ و اعداد حروف در کلمات را با معانی پنهان آن‌ها مرتبط می‌کرد. او معتقد بود که سرنخ‌های پنهان اعداد در حروف بینش‌هایی را در مورد الهیات او دربارهٔ کیهان (متافیزیک) ارائه می‌کنند. هم یامبلیخوس و هم پروکلس آن را مورد انتقاد قرار دادند، به این دلیل که تئودوروس رابطه علّی‌ای را پیشنهاد می‌کند که از عدد به بالا و به سوی امر الهی سرچشمه می‌گیرد.